# Vrhbosansko bogoslovno sjemenište
Vrhbosansko bogoslovno sjemenište je katolička bogoslovija u Sarajevu. Pripada Vrhbosanskoj nadbiskupiji. Dijelom je ustanove Vrhbosanske katoličke bogoslovije.

## Povijest
Nakon što su prvi đaci travničkog sjemeništa završili maturu, nadbiskup Josip Stadler je pristupio realizaciji izgradnje Bogoslovnog sjemeništa u Sarajevu. Prvi bogoslovi su studij započeli u Travniku 1890., a te je godine u Sarajevu započela izgradnja bogoslovije.
Stadler je za vrijeme gradnje katedrale u blizini kupio zemljište za bogoslovno sjemenište. Vladad je željela da se bogoslovno sjemenište osnuje u Travniku pod jednim krovom s dječačkim sjemeništem kako se ne bi „vrijeđali vjerski osjećaji sarajevskih muslimana”. Dozvolu za gradnju dobio 17. prosinca 1890. U jesen 1893. godine bogoslovi su se iz Travnika počeli preseljavati u Sarajevo.
Ubrzo je dovršena i sjemenišna crkva koja je posvećena braći Ćirilu i Metodu. Profesorski dio zgrade dovršen je 1900./01. godine, a novac za gradnju prikupili su isusovci.
Nadzornik gradnje objetka je bio Vymlatil, asistent Josipa pl. Vancaša, a izvođač radova Ivan Holz, koji je gradio i travničko sjemenište. Radovi su išli brzo, tako da je prosvjetno-odgojni dio objekta bio gotov za godinu dana. Tako su 1. rujna 1893. sjemeništarci i profesori preselili iz travničkog sjemeništa otišli u Sarajevo. Sjemenište je djelovalo sve do 1944. godine, kad u zgradu ulazi vojno zapovjedništvo Trećeg Reicha te dio pretvara u bolnicu.
Nakon rata su komunističke vlasti uzurpirale veći dio zgrade, dok su ostavili samo crkvu i profesorski dio zgrade.
U njoj su smjestili bolničku postrojbu. Jugokomunističke vlasti potom zadaju novi udarac bogosloviji. Zabranjuju joj službeno rad na sami Božić 1946. godine odnosno Republičko ministarstvo prosvjete joj je odbilo dati dopuštenje za rad. Medicinska postrojba je otišla iz zgrade 1947., no opet na njihovo mjesto dolazi druga postrojba JNA, koja je također kratko ostala. Zatim strana bogoslovije ostaje djelimice zatvorena zbog stambene gradnje 1950-ih, koja je nagrdila arhitektonsku cjelinu i otežala ulaz. Vlasti su nacionalizirale zapadno krilo objekta 1959. godine, u koje se je smjestila Uprava studentskih domova te bogoslovija nije mogla više nikako djelovati. Vrhbosanska je biskupija bila vlasnikom istočnog krila, no njega je država dodijelila za studentski smještaj.
Bogoslovija je nastavila rad 1969. godine.
Tad su vlasti vratili Vrhbosanskoj biskupiji istočno krilo da ga ista može koristiti. Bio je to tečaj bogoslovnog studija. Drugi dio objekta je bio i dalje nacionaliziran. 1972. su godine crkvene vlasti otkupile svoju nacionaliziranu imovinu te sjemenište počinje u potpunosti raditi.
1980. je godine ovo Bogoslovno sjemenište preimenovano u Vrhbosansku katoličku bogosloviju. Dio te ustanove su dvije, odgojna ustanova Vrhbosansko bogoslovno sjemenište te školska ustanova Vrhbosanska visoka teološka škola. Potonja je 1990. godine afilirana Katoličkom bogoslovnom fakultetu u Zagrebu.
Rat u BiH prisiljava i sjemenište i školu napustiti Sarajevo te nastaviti rad u nešto sigurnijoj Hrvatskoj. Privremeni boravak u Hrvatskoj je trajao četiri godine, a boravili su na otoku Braču u bolskom dominikanskom samostanu. Za rata je bogoslovija i crkva sv. Ćirila i Metoda bile nekoliko puta granatirane. Prizemlje tamošnje četvrti se koristilo kao masovno sklonište.
Kad je rat prestao, a zgrada sarajevske bogoslovije obnovljena, konzervirana i restaurirana, cijela se ustanova vratila u Sarajevu 16. listopada 1996. godine.
Uskoro su sjemeniše i škola dobile zasebne uprave, a ustanova je dobila novo ime Vrhbosanska katolička teologija.
21. rujna 2009. godine je sarajevski teološki studij postao Katolički bogoslovni fakultet Dekretom Kongregacije za katolički odgoj br. 714/2004.
Odlukom Biskupske konferencije Bosne i Hercegovine Vrhbosanska katolička bogoslovija priključuje se kao pridruženi član sveučilišta u Sarajevu. Svečani čin kojim se obznanilo ovaj dekret o podizanju Vrhbosanske katoličke teologije je bio povezan s Danom teologije (blagdan sv. Luke Evanđelista). Misno slavlje je bilo 18. listopada u sarajevskoj katedrali Srca Isusova, a proglašenje je bilo 19. listopada u Vrhbosanskom bogoslovnom sjemeništu.
11. ožujka 2011. godine je Komisija za očuvanje nacionalnih spomenika (Zeynep Ahunbay, Martin Cherry, Amra Hadžimuhamedović, Dubravko Lovrenović i Ljiljana Ševo) donijela odluku kojim se graditeljska cjelina Crkva Svetog Ćirila i Metoda s Bogoslovijom u Sarajevu proglašava nacionalnim spomenikom Bosne i Hercegovine.

### Članci
- Jurišić, Pavo. 2017. Sluga Božji Josip Stadler. Uzor za pastoral duhovnih zvanja. Vrhbosnensia. Univerzitet u Sarajevu – Katolički bogoslovni fakultet. Sarajevo. 21 (2): 383–407